# کریم موزویی
کریم موزویی (انگلیسی: Karim Mouzaoui؛ زادهٔ ۲۰ نوامبر ۱۹۷۵) بازیکن فوتبال اهل فرانسه است.
از باشگاه‌هایی که در آن بازی کرده‌است می‌توان به باشگاه فوتبال پانیونیوس، باشگاه فوتبال ویرا، باشگاه فوتبال آپولون لیماسول، و باشگاه فوتبال استراسبورگ اشاره کرد.